# ترمتون
ترمتون (به انگلیسی: Trematon) یک روستا در بریتانیا است که در سالتش واقع شده‌است.